# Primetime-Emmy-Verleihung 2001
Die Emmy-Verleihung 2001 wurde am 4. November 2001 im  Shubert Theater abgehalten. Die 53. Ausgabe der Emmy-Verleihung sollte ursprünglich im Shrine Auditorium erfolgen, doch die Terroranschläge am 11. September 2001, vier Tage vor der geplanten Verleihung, machten eine Verschiebung notwendig. Der zweite Termin musste wegen des beginnenden Kriegs in Afghanistan ebenfalls umgelegt werden. Durch den Abend führte Ellen DeGeneres.
Barbra Streisand sang am Ende zu Ehren der Opfer vom 11. September You’ll Never Walk Alone.

## Hauptkategorien

### Comedyserie
(Outstanding Comedy Series)
- Sex and the City
  - Alle lieben Raymond
  - Frasier
  - Malcolm mittendrin
  - Will & Grace

### Dramaserie
(Outstanding Drama Series)
- The West Wing – Im Zentrum der Macht
  - Emergency Room – Die Notaufnahme
  - Law & Order
  - Practice – Die Anwälte
  - Die Sopranos

### Miniserie
(Outstanding Miniseries)
- Anne Frank
  - Armistead Maupin’s Further Tales of the City
  - Hornblower – Die gleiche Chance
  - Life with Judy Garland: Me and My Shadows
  - Nürnberg – Im Namen der Menschlichkeit

### Fernsehfilm
(Outstanding Made-for-Television Movie)
- Wit
  - 61*
  - Die Wannseekonferenz
  - Die Jazz-Connection
  - Most Original Comedy

### Varieté-, Musik- oder Comedysendung
(Outstanding Variety, Music, or Comedy Program)
- Late Show with David Letterman
  - The Chris Rock Show
  - The Daily Show
  - Politically Incorrect
  - Saturday Night Live

### Varieté-, Musik- oder Comedyspecial
(Outstanding Variety, Music, or Comedy Special)
- Cirque du Soleil’s Dralion
  - Oscarverleihung 2001
  - Bruce Springsteen & the E Street Band: Live In New York City
  - Ellen DeGeneres: The Beginning
  - Saturday Night Live’s Presidential Bash 2000

## Hauptdarsteller

### Hauptdarsteller in einer Comedyserie
(Outstanding Lead Actor in a Comedy Series)
- Eric McCormack als Will Truman in Will & Grace
  - Kelsey Grammer als Frasier Crane in Frasier
  - John Lithgow als Dick Solomon in Hinterm Mond gleich links
  - Frankie Muniz als Malcolm Wilkerson in Malcolm mittendrin
  - Ray Romano als Ray Barone in Alle lieben Raymond

### Hauptdarsteller in einer Dramaserie
(Outstanding Lead Actor in a Drama Series)
- James Gandolfini als Tony Soprano in Die Sopranos
  - Andre Braugher als Ben Gideon in Gideon’s Crossing
  - Dennis Franz als Andy Sipowicz in New York Cops – NYPD Blue
  - Rob Lowe als Sam Seaborn in The West Wing – Im Zentrum der Macht
  - Martin Sheen als Josiah Bartlet in The West Wing – Im Zentrum der Macht

### Hauptdarstellerin in einer Comedyserie
(Outstanding Lead Actress in a Comedy Series)
- Patricia Heaton als Debra Barone in Alle lieben Raymond
  - Calista Flockhart als Ally McBeal in Ally McBeal
  - Jane Kaczmarek als Lois Wilkerson in Malcolm mittendrin
  - Debra Messing als Grace Adler in Will & Grace
  - Sarah Jessica Parker als Carrie Bradshaw in Sex and the City

### Hauptdarstellerin in einer Dramaserie
(Outstanding Lead Actress in a Drama Series)
- Edie Falco als Carmela Soprano in Die Sopranos
  - Lorraine Bracco als Jennifer Melfi in Die Sopranos
  - Amy Brenneman als Amy Gray in Für alle Fälle Amy
  - Marg Helgenberger als Catherine Willows in CSI: Den Tätern auf der Spur
  - Sela Ward als Lily Sammler in Noch mal mit Gefühl

## Nebendarsteller

### Nebendarsteller in einer Comedyserie
(Outstanding Supporting Actor in a Comedy Series)
- Peter MacNicol als John Cage in Ally McBeal
  - Peter Boyle als Frank Barone in Alle lieben Raymond
  - Robert Downey Jr. als Paul in Ally McBeal
  - Sean Hayes als Jack McFarland in Will & Grace
  - David Hyde Pierce als Niles Crane in Frasier

### Nebendarsteller in einer Dramaserie
(Outstanding Supporting Actor in a Drama Series)
- Bradley Whitford  als Josh Lyman in  The West Wing – Im Zentrum der Macht
  - Dominic Chianese als Junior Soprano in Die Sopranos
  - Michael Imperioli als Christopher Moltisanti in  Die Sopranos
  - Richard Schiff als Toby Ziegler in The West Wing – Im Zentrum der Macht
  - John Spencer  als Leo McGarry in The West Wing  – Im Zentrum der Macht

### Nebendarsteller in einer Comedyserie
(Outstanding Supporting Actress in a Comedy  Series)
- Doris Roberts als Marie Barone in Alle lieben Raymond
  - Jennifer Aniston for playing Rachel Green in Friends
  - Kim Cattrall als Samantha Jones in Sex and the City
  - Lisa Kudrow als Phoebe Buffay in Friends
  - Megan Mullally als Karen Walker in Will & Grace

### Nebendarsteller in einer Dramaserie
(Outstanding Supporting Actress in a Drama Series)
- Allison Janney als C.J. Cregg in The West Wing – Im Zentrum der Macht
  - Stockard Channing als Abbey Bartlet in The West Wing – Im Zentrum der Macht
  - Tyne Daly als Maxine Gray in Für alle Fälle Amy
  - Maura Tierney als Abby Lockhart  in Emergency Room – Die Notaufnahme
  - Aida Turturro als Janice Soprano in Die Sopranos

## Gastdarsteller

### Gastdarsteller in einer Comedyserie
(Outstanding Guest Actor in a Comedy Series)
- Derek Jacobi als Jackson Hedley on Frasier
  - Victor Garber als Peter Bovington in Frasier
  - Robert Loggia als Grandpa Victor in Malcolm mittendrin
  - Gary Oldman als Richard Crosby in Friends
  - Michael York als Colin Rhome in The Lot

### Gastdarsteller in einer Dramaserie
(Outstanding Guest Actor in a Drama Series)
- Michael Emerson in Practice – Die Anwälte
  - René Auberjonois in Practice – Die Anwälte
  - James Cromwell in Emergency Room – Die Notaufnahme
  - Patrick Dempsey in Noch mal mit Gefühl
  - Oliver Platt in The West Wing – Im Zentrum der Macht

### Gastdarstellerin in einer Comedyserie
(Outstanding Guest Actress in a Comedy Series)
- Jean Smart in Frasier
  - Jami Gertz in Ally McBeal
  - Cloris Leachman in Malcolm mittendrin
  - Bernadette Peters in Ally McBeal
  - Susan Sarandon in Friends

### Gastdarstellerin in einer Dramaserie
(Outstanding Guest Actress in a Drama Series)
- Sally Field in Emergency Room – Die Notaufnahme
  - Kathy Baker in Boston Public
  - Dana Delany in Family Law
  - Annabella Sciorra in Die Sopranos
  - Jean Smart in The District – Einsatz in Washington